# ميتش ديفيس
ميتش ديفيس (بالإنجليزية: Mitch Davis)‏ هو كاتب ومنتج أفلام ومخرج أمريكي، ولد في القرن العشرين في الولايات المتحدة.

## وصلات خارجية
- ميتش ديفيس على موقع IMDb (الإنجليزية)
- ميتش ديفيس على موقع ألو سيني (الفرنسية)
- ميتش ديفيس على موقع ميوزك برينز (الإنجليزية)
- ميتش ديفيس على موقع أول موفي (الإنجليزية)
- ميتش ديفيس على موقع قاعدة بيانات الفيلم (الإنجليزية)
- ميتش ديفيس على موقع كينوبويسك (الروسية)